# Gordon Killick
Gordon Cecil "Bill" Killick (ur. 3 czerwca 1899 w Fulham, zm. 10 października 1962 w Putney) – brytyjski wioślarz, srebrny medalista olimpijski.
Wystąpił na igrzyskach olimpijskich w Paryżu w 1924, razem z Thomasem Southgate'em startując w dwójkach bez sternika. Brytyjczycy awansowali do finału, jednak wycofali się na skutek kontuzji Southgate'a. Na rozgrywanych cztery lata później igrzyskach olimpijskich w Amsterdamie Brytyjczycy w składzie: Jamie Hamilton, Guy Oliver Nickalls, John Badcock, Donald Gollan, Harold Lane, Gordon Killick, Jack Beresford, Harold West i Arthur Sulley (sternik) zdobyli srebrny medal w ósemkach. W finale o 2,4 sekundy wyprzedziła ich reprezentacja USA. 